# G-матрица перцептрона
G — матрица перцептрона — используется для анализа перцептронов. Имеет следующий вид:
{\displaystyle G={\begin{pmatrix}g_{11}&g_{12}&...&g_{1n}\\g_{21}&g_{22}&...&g_{2n}\\...&...&...&...\\g_{n1}&g_{n2}&...&g_{nn}\\\end{pmatrix}}},
где {\displaystyle n} — число стимулов (величина обучаемой выборки, число примеров для запоминания);
{\displaystyle g_{ij}} — коэффициенты обобщения.

## Смысл G — матрицы перцептрона
Коэффициент обобщения равен полному изменению веса ({\displaystyle \sum \Delta w_{k}}) всех А-элементов, реагирующих на стимул {\displaystyle St_{i}}, если на каждый А-элемент из множества, реагирующего на стимул {\displaystyle St_{j}}, подается сигнал подкрепления {\displaystyle \eta }.
Отсюда понятно, что коэффициент обобщения показывает относительное число А-элементов, реагирующих как на стимул {\displaystyle St_{i}}, так и на стимул {\displaystyle St_{j}}.
Для простых перцептронов G — матрица не изменяется со временем и является симметричной.

## Связь А и G — матриц перцептрона
Связь между А и G — матрицами перцептрона выражается следующими соотношением: G = A×AT, где AT транспонированная матрица. Поэтому G матрица является положительно определенной, либо положительно полуопределенной. Так же ранг матрицы G равен рангу матрицы А.
Важными являются условия при которых G — матрица особенная, то есть матрица не имеющая обратной. Для квадратной матрицы это тогда, когда определитель матрицы равен нулю.
Рассмотрим несколько случаев:
1. Пусть матрица G = A×AT особенная, то есть |G| = 0; Рассмотрим |G| = |A×AT| = |A|×|AT| = |A|×|A| = |A|², получаем что |A|² = 0 → |A| = 0 → матрица А особенная.
2. Пусть матрица G = A×AT не особенная, то есть |G| = ξ ≠ 0; Рассмотрим |G| = |A×AT| = |A|×|AT| = |A|×|A| = |A|², получаем что |A|² = ξ≠0 → |A| ≠ 0 → матрица А не особенная.
3. Пусть |А|=0; Найдем |G|, |G|=|А|*|АT|=0*0=0.
4. Пусть |А|=ξ≠0; Найдем |G|,|G|=|А|*|АT|=ξ*ξ=ξ²≠0.

Таким образом получаем, что Матрица G = A×AT особенна, тогда и только тогда, когда матрица А особенна.